# Елизабеттаун
„Елизабеттаун“ (на английски: Elizabethtown) е американска романтична трагикомедия от 2005 г. на режисьора Камерън Кроу. Във филма участват Орландо Блум, Кирстен Дънст, Сюзън Сарандън, Алек Болдуин, Брус Макгил, Джуди Гриър и Джесика Бийл.